# Dypterygia berinda
Dypterygia berinda là một loài bướm đêm trong họ Noctuidae.